# Яньчэн (Хэнань)
Яньчэ́н (кит. упр. 郾城, пиньинь Yǎnchéng) — район городского подчинения городского округа Лохэ провинции Хэнань (КНР). Название района означает «город Янь»; он назван в честь удела Янь, существовавшего в этих местах в античные времена.

## История
Во времена династии Ся в этих местах существовало удельное владение Янь(цзы) (郾(子)国).
При империи Хань был создан уезд Яньсянь (郾县).
При империи Суй в 585 году был создан уезд Яньчэн (郾城县), к которому был присоединён уезд Шаолин (召陵县).
В 1948 году из состава уезда был выделен город Лохэ.
В 1949 году был создан Специальный район Сюйчан (许昌专区), и уезд вошёл в его состав.
В 1960 году уезд Яньчэн был присоединён к городу Лохэ, но в 1961 году они были вновь разделены.
В 1969 году Специальный район Сюйчан был переименован в Округ Сюйчан (许昌地区).
В 1986 году постановлением Госсовета КНР был расформирован округ Сюйчан, и уезд вошёл в состав новообразованного городского округа Лохэ.
В 2004 году постановлением Госсовета КНР уезд Яньчэн был расформирован, а вместо него были образованы районы Яньчэн и Шаолин.

## Административное деление
Район делится на 1 уличный комитет, 7 посёлков и 1 волость.